# کلیسای گئورگ مقدس، گارناهوویت
کلیسای گئورگ مقدس (ارمنی: Սուրբ Գեւորգ Եկեղեցի؛ انگلیسی: Saint Georg Church) یک صومعه حواری ارمنی واقع در روستای گارناهوویت، در استان آراگاتسوتن، ارمنستان می‌باشد. ساخت و ساز این ساختمان میانه سده ۷ام میلادی؛ به پایان رسید. این بنا به سبک معماری ارمنی طراحی شده‌است.